# Подгоріє
Подго́ріє (болг. Подгорие) — село в Софійській області Болгарії. Входить до складу общини Костенець.

## Населення
За даними перепису населення 2011 року у селі проживали 19 осіб, усі — болгари.
Розподіл населення за віком у 2011 році:
Динаміка населення: